# Yushui
Pour les articles homonymes, voir Yushui (homonymie).
Le yushui (雨水 en chinois mandarin, transcrit et prononçable yǔshuǐ en pinyin, c'est-à-dire littéralement traduisible par « eau de pluie ») est la deuxième période solaire des calendriers traditionnels d’Extrême-Orient. Il est précédé par le lichun / « établissement du printemps » et suivi par le jingzhe / « éveil des insectes ».
Le yushui débute lorsque le soleil atteint une longitude écliptique de 330°, ce qui a lieu selon les années entre les 18 et 20 février du calendrier grégorien et se termine lorsqu’il est à la longitude 345° entre les 5 et 7 mars.
En japonais le yushui se prononcerait usui, en coréen usu (우수) et en vietnamien Vũ thủy.